# Giải Mai Vàng 2014
Lễ trao giải Mai Vàng lần thứ 20–2014 do báo Người lao động tổ chức đã diễn ra tại Nhà hát Thành phố Hồ Chí Minh vào lúc 20 giờ (UTC+7) ngày 1 tháng 2, 2015. Chương trình được dẫn dắt bởi Bình Minh, Phan Anh và Quỳnh Hương và được truyền hình trực tiếp trên kênh HTV9.

## Giải thưởng và đề cử
(Đề cử đoạt giải được in đậm)
| Nam ca sĩ nhạc nhẹ | Nữ ca sĩ nhạc nhẹ |
| --- | --- |
| - Noo Phước Thịnh – "Gạt đi nước mắt" - Đàm Vĩnh Hưng – "Ô kìa đời bỗng vui" - Bùi Anh Tuấn – "Nỗi nhứo vô hình" - Đức Tuấn – "Những ô cửa xanh"                                                                                          | - Đông Nhi – "Bad Boy" - Hồ Ngọc Hà – "Cô đơn giữa cuộc tình" - Mỹ Tâm – "Nắm lấy tay nhau" |
| Ca sĩ truyền thống cách mạng | Ca sĩ dòng nhạc âm hưởng dân ca |
| - Đức Tuấn – "Tổ quốc gọi tên mình" - Quang Linh – "Tình ta biển bạc đồng xanh" - Thanh Thuý – "Khát vọng" - Tùng Dương – "Bài ca hy vọng"                                                                                                | - Nguyễn Thiện Nhân – "Mẹ yêu con" - Hoài Lâm – "Nhạc xẩm ru con" - Phi Nhung – "Lý con sáo Bạc Liêu" - Uyên Trang – "Còn thương rau đắng mọc sau hè" - Đan Trường – "Anh ba khía"                                                     |
| Diễn viên hài | Nhóm hát |
| - Hoài Linh – Ơn giời, cậu đây rồi - Việt Hương – Ơn giời, cậu đây rồi - Trường Giang – Ơn giời, cậu đây rồi - Kiều Linh – Ơn giời, cậu đây rồi - Trấn Thành – Ơn giời, cậu đây rồi                                                       | - 365 – "Anh sợ mất em" - Ayor – "Dáng em lụa là" - Dòng Thời Gian – "Chiều biên giới" - FB BOIZ – "Để em rời xa" - The Men – "Nếu không thể đến với nhau"                                                                             |
| Nam diễn viên điện ảnh - truyền hình | Nữ diễn viên điện ảnh - truyền hình |
| - Quách Ngọc Ngoan – Hiệp sĩ mù (vai Hoàng) - Bá Cường – Những đứa con biệt động Sài Gòn (vai Đắc Vy) - Quý Bình – Quả tim máu (vai Tâm) - Thái Hoà – Quả tim máu (vai Hù) - Bình Minh – Cô dâu đại chiến, Hiệp sĩ mù (vai Việt và Cường) | - Minh Hằng – Vừa đi vừa khóc (vai Đông Dương) - Nhật Kim Anh – Độc thân tuổi 30 (vai Hoàng Yến) - Trương Ngọc Ánh – Hương Ga (vai Hương Ga) - Mai Thu Huyền – Lạc giới (vai Kim) - Ngọc Thanh Tâm – Hiệp sĩ mù (vai Linh)             |
| Nam diễn viên sân khấu | Nữ diễn viên sân khấu |
| - Thành Lộc – Linh vật hoàng triều (vai Ông Thọ) - Võ Minh Lâm – Đời như ý (vai Hai Đời) - Vũ Linh – Lan và Điệp (vai Điệp) | - Tú Sương – Thái hậu Dương Vân Nga (vai Dương Vân Nga) - Lê Khánh – Chiếc vòng gia bảo (vai Nàng Tơ) - Kim Khánh – Cầu vồng khuyết (vai Kim Su Dang) - Thu Trang – Cõng mẹ đi chơi (vai Út Đẹp) - Ngọc Trinh – 49 ngày yêu (vai Hồng) |
| Người dẫn chương trình truyền hình | Chương trình truyền hình |
| - Trấn Thành – Thử thách cùng bước nhảy - Phan Anh – Vietnam Idol 2014 - Việt Hương – Àha - Bình Minh – Ai thông minh hơn học sinh lớp 5 - Quyền Linh – Cùng xây tương lai                                                                | - Người bí ẩn (HTV7) - Giọng hát Việt nhí (VTV3) - Ngôi nhà mơ ước (HTV7) - Thử thách cùng bước nhảy (HTV7) - Vượt lên chính mình (HTV7)                                                                                               |
| Phim điện ảnh – truyền hình | Vở diễn sân khấu |
| - Độc thân tuổi 30 (truyền hình) - Scandal 2: Hào quang trở lại (điện ảnh) - Hương ga (điện ảnh) - Lạc giới (điện ảnh) - Quả tim máu (điện ảnh)                                                                                           | - 49 ngày yêu (Nhà hát kịch TP.HCM) - Cõng mẹ đi chơi ̣̣(Nhà hát Thế giới trẻ) - Đêm thiên nga (Sân khấu kịch Hoàng Thái Thanh) - Gương mặt kẻ khác (Nhà hát kịch Sân khấu nhỏ TP.HCM) - Linh vật Hoàng triều (Sân khấu kịch Idecaf)     |
| | Ca khúc |
| | - Lâm Thái Hiền – "Trăng bơ vơ" - Minh Vy – "Bìm bịp kêu chiều" - Nguyễn Đức Cường – "Chuyện tình nhà thơ" - Nguyễn Văn Chung – "Nhật ký của mẹ" - Nguyễn Hồng Thuận – "Vẫn đợi em về"                                                 |

## Khách mời trao giải
| Thứ tự | Khách mời                    | Giải thưởng                             |
| ------ | ---------------------------- | --------------------------------------- |
| 1      | NSƯT Việt Anh, NSƯT Kim Xuân | Nam/Nữ diễn viên sân khấu               |
| 2      | NSND Hồng Vân                | Diễn viên hài                           |
| 3      | Dustin Nguyễn                | Nam/Nữ diễn viên điện ảnh - truyền hình |
| 4      | Quyền Linh                   | Người dẫn chương trình truyền hình      |
| 5      | Dương Khắc Linh, Bảo Lam     | Nhóm hát                                |
| 6      | Đức Tuấn, Thanh Thuý         | Ca sĩ truyền thống cách mạng            |
| 7      | Đan Trường, NSƯT Vân Khánh   | Ca sĩ dòng nhạc âm hưởng dân ca         |
| 8      | Đàm Vĩnh Hưng, Thu Minh      | Nam/Nữ ca sĩ nhạc nhẹ                   |

## Trình diễn đặc biệt
| Thứ tự | Nghệ sĩ                                       | Màn trình diễn                                                          |
| ------ | --------------------------------------------- | ----------------------------------------------------------------------- |
| 1      | J. Mi                                         | "Mùa vàng Summer" (Nhạc: Antonia Vivaldi)                               |
| 2      | Thanh Bùi, Soul Club                          | "Lời mẹ ru - Don't stop believing" (Sáng tác: Trịnh Công Sơn - Journey) |
| 3      | Đàm Loan, Quang Tuấn, Diễm Phương, Quang Linh | "Cõng mẹ đi chơi" (Sáng tác: Trần Quế Sơn)                              |
| 4      | Bình Minh                                     | "Hiệp sĩ mù" (Sáng tác: Lưu Huỳnh)                                      |
| 5      | MTV                                           | "Bốn chữ lắm" (Sáng tác: Phạm Toàn Thắng)                               |
| 6      | Đức Tuấn, Thanh Thuý                          | "Khát vọng" (Nhạc: Phạm Minh Tuấn)                                      |
| 7      | Đàm Vĩnh HƯng                                 | "Chúc xuân" (Sáng tác: Đinh Trung Chính)                                |